# Олимпијски стадион Фишт
Олимпијски стадион Фишт (рус. Олимпийский стадион «Фишт») централни је спортски објекат на XXII Зимским олимпијским играма у Сочију (Краснодарски крај, Руска Федерација) на којем су одржане свечане церемоније отварања и затварања ЗОИ 2014. и део је олимпијског комплекса Олимпијски парк Сочи. На овом стадиону ће се одигравати и неке од утакмица Светског првенства у фудбалу 2018. чији домаћин ће бити управо Русија.

## Историја
Градња је започела 2007. године, а стадион је свечано отворен у децембру 2013. године. Стадион је име добио по истоименом планинском врху који се налази у западном делу Великог Кавказа и чији врхови се виде из града Сочија (висине 2.687 м).
Зидови и кров стадиона представљају једну целину изграђену од провидних поликарбоната. Покретни део крова отвара се у правцу севера чиме је гледаоцима омогућен несметан поглед ка планинским врховима Кавказа на истоку и обалама Црног мора на западу. Када је кров отворен стадион физиономијом подсећа на отворену шкољку, односно има изглед фабержеовог јајета када је кров у потпуности затворен.
За време трајања ЗОИ 2014. капацитет стадиона је 40.000 седећих места, а број седећих места ће бити повећан на нешто преко 47.000 за потребе Светског првенства у фудбалу 2018. године. За остале потребе капацитет трибина ће бити смањен на 25.000 места.
Трошкови градње износили су око 779 милиона америчких долара. После Игара служит ће за потребе Фудбалског савеза Русије.
У октобру 2013. Централна банка РФ издала је банкноту од 100 рубљи на којој се налази макета Олимпијског стадиона Фишт, а у знак обележавања сто дана од почетка ЗОИ 2014.

## Куп конфедерација у фудбалу 2017.
| Датум        | Време | Тим #1     | Резултат | Тим #2      | Група      | Број посетилаца |
| ------------ | ----- | ---------- | -------- | ----------- | ---------- | --------------- |
| 19. јун 2017 | 18:00 | Аустралија | 2 : 3    | Немачка     | Група Б    | 28.605          |
| 21. јун 2017 | 21:00 | Мексико    | 2 : 1    | Нови Зеланд | Група А    | 25.133          |
| 25. јун 2017 | 18:00 | Немачка    | 3 : 1    | Камерун     | Група Б    | 30.230          |
| 29. јун 2017 | 21:00 | Немачка    | 4 : 1    | Мексико     | Полуфинале | 37.923          |

## ФИФА Светско првенство 2018.
| Датум         | Време | Тим #1      | Резултат         | Тим #2      | Група         | Број посетилаца |
| ------------- | ----- | ----------- | ---------------- | ----------- | ------------- | --------------- |
| 15. јун 2018. | 20:00 | Португалија | 3 : 3            | Шпанија     | Група Б       | 43.866          |
| 18. јун 2018. | 17:00 | Белгија     | 3 : 0            | Панама      | Група Г       | 43.257          |
| 23. јун 2018. | 20:00 | Немачка     | 2 : 1            | Шведска     | Група Ф       | 44.287          |
| 26. јун 2018. | 16:00 | Аустралија  | 0 : 2            | Перу        | Група Ц       | 44.073          |
| 30. јун 2018. | 20:00 | Уругвај     | 2 : 1            | Португалија | Осмина финала | 44.287          |
| 7. јул 2018.  | 20:00 | Русија      | 2 : 2 (3:4 пен.) | Хрватска    | Четвртфинале  | 44.287          |